# Haffner Pass
Haffner Pass är ett bergspass i Antarktis. Det ligger i Västantarktis. Argentina, Chile och Storbritannien gör anspråk på området. Haffner Pass ligger 666 meter över havet.
Terrängen runt Haffner Pass är kuperad.  Trakten är obefolkad. Det finns inga samhällen i närheten.